# Marcel Cellier
Marcel Cellier (* 29. Oktober 1925 in Zürich; † 13. Dezember 2013 in Vevey) war ein Schweizer Unternehmer, Musiker, Musikethnologe, Radioredakteur und Musikproduzent.

## Leben und Wirken
Cellier wuchs in Zürich auf und arbeitete nach seiner Ausbildung zum Industriekaufmann bei der Schweizerischen Bankgesellschaft zunächst für sechs Jahre in Neuenburg als Prokurist einer Weinhandelsfirma. In den 1940er und 1950er Jahren war er Posaunist der Rekrutenschule des Armeespiels, Cellist in kleineren Orchestern und als Bläser in diversen Jazzformationen aktiv. Darüber hinaus spielte er Orgel. 1954 wurde Cellier Vizedirektor einer Metallhandelsfirma, in deren Auftrag er regelmäßig für den Einkauf von Edelmetallen nach Osteuropa reiste. Gemeinsam mit seiner Frau Catherine ging er darauf seit 1950 immer wieder nach Südosteuropa und brachte Volksmusik aus Albanien, Rumänien und Bulgarien nach Mitteleuropa. Die auf seinen zahlreichen Reisen erstellten Aufnahmen wurden zur Basis eines umfangreichen Klangarchivs, das noch immer nicht umfassend ausgewertet worden ist. Cellier gründete daraufhin das Plattenlabel „Disques Cellier“. Ab 1960 und für die nächsten 25 Jahre moderierte er die wöchentliche Radiosendung De la Mer Noire à la Baltique (Vom Schwarzen Meer bis zur Ostsee) beim Radio Suisse Romande. Bekannt wurde er durch die Entdeckung des rumänischen Panflötisten Gheorghe Zamfir und des bulgarischen Frauenchores Le Mystère des Voix Bulgares. Cellier produzierte erfolgreiche Alben, die traditionelle Musik und selbst komponierte Stücke, die traditionelle Elemente aufgriffen, enthielten. Er war als einer der wenigen Kulturschaffenden in einem Zeitraum von ca. 1947 bis 1991 in den für Westeuropäer schwer zugänglichen Ostblockstaaten aktiv. Für sein Wirken erhielt er im Jahr 1990 einen Grammy in der Kategorie „Best Traditional Folk Album“. Im Jahr 2011 drehte der Filmemacher Stefan Schwietert aus Basel über das Leben von Marcel und Catherine Cellier den Dokumentarfilm Balkan Melodie.

## Diskografie
- Gheorghe Zamfir (1969) LP: Arion France 30 T 073
- La Doina Roumaine (1969) LP/CD: DC 001
- Flûte de Pan et Orgue – Gheorghe Zamfir/Marcel Cellier vol.1 (1970) LP/CD: DC 002
- Flûte de Pan et Orgue – Gheorghe Zamfir/Marcel Cellier vol 2 (1971) LP/CD: DC 003
- Les Virtuoses Roumains vol.1 (1972) LP: DC 004
- Flûte de Pan et Orgue – Gheorghe Zamfir/Marcel Cellier vol.3 (1972) LP/CD: DC 005
- Le Concert des Virtuoses Roumains (1975) LP/CD: DC 006
- Taragot et Orgue – Dumitru Farcas/Marcel Cellier vol. 1 (1975) LP/CD: DC 007
- Le Mystère des Voix Bulgares vol.1 (1975) LP/CD: DC 008
- Appenzeller Zäuerli (Jodel d'Appenzell) (1976) LP/CD: DC 009
- L'Albanie mystérieuse (1976) LP/CD: DC 010
- Le Clarino virtuose de la Grèce (1976) LP: DC 011
- Les Muverans (orchestre champêtre de Suisse Romande) (1976) LP: DC 012
- Taragot et Orgue – Dumitru Farcas/Marcel Cellier LP/CD: DC 014
- Flûte de Pan et Orgue – Gheorghe Zamfir/Marcel Cellier (1977) LP/CD: DC 015
- Flûte de Pan et Orgue (Panflöte Und Orgel) – Horea Crishan/Marcel Cellier (1979) LP: DC INT147.601
- Le Mystère des Voix Bulgares vol. 2 (1987) LP/CD: DC 016
- Le Mystère des Voix Bulgares vol. 3 (1989) LP/CD: DC 017
- To Rumania with love – Ulrich Herkenhoff/Marcel Cellier (1991) CD: DC 018
- Flûte de Pan, Cymbalum et Orgue – Simion Stanciu/Ion Miu/Marcel et Alexandre Cellier (1991)CD: DC 019
- Marcel Cellier présente La Hongrie d'autrefois (Yesterday's Hungary) (1995) CD: Verany
- Voyage au bout des notes – Alexandre Cellier/Jean Duperrex (1996) CD: DC 020
- Le Mystère des Voix Bulgares vol. 4 (1997) CD: DC 021
- Instruments et Rythmes Bulgares (1999) CD: DC 022
- De la Mer Noire à la Baltique (30 ans d'émissions de radio) (1999) 2CD: DO
- Concert pour les 80 ans de Marcel Cellier (Cully) DVD: DC 023